# Yan Pascal Tortelier
Yan Pascal Tortelier (Parigi, 19 aprile 1947) è un direttore d'orchestra e violinista francese.
Nato a Parigi, è il figlio del violoncellista Paul Tortelier e il fratello di Maria de la Pau. Tortelier cominciò gli studi di pianoforte e violino all'età di 4 anni. All'età di 14 anni, fu il vincitore del primo premio per violino al Conservatorio di Parigi.
Tortelier ha lavorato e registrato a lungo nel Regno Unito. È  stato direttore principale dell'Orchestra Ulster dal 1989 al 1992. È stato Direttore Principale della BBC Philharmonic Orchestra a Manchester dal 1992 al 2003 e ora ha il titolo di direttore emerito dell'orchestra. È Inoltre stato direttore ospite principale dell'Orchestra Giovanile Nazionale della Gran Bretagna (NYOGB).
Tortelier ha prestato la sua opera come Direttore Ospite Principale dell'Orchestra Sinfonica di Pittsburgh dal 2005 al 2008. È stato direttore principale della Orquestra Sinfônica do Estado de São Paulo (OSESP) dal 2009 al 2011 ed aveva il titolo di direttore ospite d'onore con la OSESP dal 2011 al 2013. Tortelier fu il primo ospite a dirigere l'Orchestra Sinfonica d'Islanda (ISO) nel 1998. Nell'ottobre del 2015 la ISO annunciò la nomina di Tortelier come suo prossimo direttore principale, effettivo dalla stagione 2016-2017, con un contratto iniziale di 3 anni.
Le registrazioni di Tortelier comprendono la propria orchestrazione del Trio di Maurice Ravel. È un artista regolare della Chandos Records, e ha diretto registrazioni commerciali per la Chandos, con la BBC Philharmonic, la BBC Symphony Orchestra, e la OSESP.